# Agathirsia nigricauda
Agathirsia nigricauda är en stekelart som först beskrevs av Henry Lorenz Viereck 1905.  Agathirsia nigricauda ingår i släktet Agathirsia och familjen bracksteklar. Inga underarter finns listade i Catalogue of Life.